# FIFA 08
FIFA 08 — спортивна відеогра із серії ігор «Electronic Arts». Гра розроблена «EA Canada» і видана «Electronic Arts» у серії «EA Sports». Для всіх платформ гра вийшла у вересні 2007 року в Європі та Австралії, у жовтні — в Північній Америці. Версії для платформ Xbox 360 і PS3 використовують удосконалений рушій гри з покращеною графікою, різними коментаторами і хорошим озвученням. Усі інші платформи, включаючи ПК, використовують старий рушій. У версії гри для Nintendo DS через обмежений обсяг носія зменшено кількість команд, стадіонів і режимів гри.
Слоганом гри є «Can You FIFA 08» (укр. А вам слабо зіграти в FIFA 08?). Саундтреком для гри стала пісня «Sketches (20 Something Life)» групи La Rocca, з її альбому «The Truth». Особами гри стали Мирослав Клозе і Рональдіньо.

## Ліги, команди та стадіони
«FIFA 08» включає 621 ліцензовану команду, 30 ліг (включаючи всі 27, які були в «FIFA 07»), і більше 15 000 гравців. Включені всі головні європейські футбольні ліги: англійські Прем'єр-Ліга та футбольна ліга, іспанська Ла Ліга, італійська серія А і німецька Бундесліга, а також включені чемпіонати інших країн світу, наприклад американська MLS, бразильська серія А і корейська K-Ліга.
Нові чемпіонати в «FIFA 08»: Чемпіонат Ірландії з футболу, австралійська A-Ліга і чеська Гамбринус Ліга. Також гра включає категорію «Rest of World» (укр. «Інша частина світу»), в якій перебувають 24 команди, що не входять у футбольні ліги.
«FIFA 08» також включає багато ліцензованих стадіонів ліг, яких ще немає в грі. У грі є 43 національних команди, проте немає турнірів для них.

## Саундтрек
EA Sports офіційно анонсувала в FIFA 08 саундтрек на 11 вересня 2007.
- !!! — «All My Heroes Are Weirdos»
- Apartment — «Fall Into Place»
- Art Brut — «Direct Hit»
- Aterciopelados — «Paces Oye»
- The Core — «Suprising Babamars»
- Bodyrox feat. Luciana — «What Planet You On?»
- Bonde do Rolê — «Solta o Frango»
- CAMP — «From Extremely Far Away»
- Carpark North — «Human»
- CéU — «Malemolência»
- Cheb i Sabbah feat. Imakuni? — «Toura Toura: Nav Deep Remix»
- Cansei de Ser Sexy — «Off the Hook»
- Datarock — «Fa-Fa-Fa»
- Digitalism — «Pogo»
- Disco Ensemble — «We Might Fall Apart»
- Dover — «Do Ya»
- Heroes & Zeros — «Into the Light»
- Айві Куїн — «Que Lloren»
- Junkie XL — «Clash»
- Jupiter One — «Unglued»
- Кенна — «Out of Control (State of Emotion)»
- K-Os — «Born to Run»
- La Rocca — «Sketches (20 Something Life)»
- Lukas Kasha — «Love Abuse»
- Madness feat. Sway and Baby Blue — «I'm Sorry»
- Maximo Park — «The Unshockable»
- Melody Club — «Fever Fever»
- Mexican Institute of Sound — «El Microfono»
- Modeselektor feat. Sasha Perera — «Silikon»
- Noisettes — «Don't Give Up»
- Pacha Massive — «Don't Let Go»
- Peter Bjorn and John — «Young Folks»
- Planet Funk — «Static»
- Robyn — «Bum Like You»
- Rocky Dawuni — «Wake Up the Town»
- Santogold — «You'll Find a Way»
- Simian Mobile Disco — «I Believe»
- Superbus — «Butterfly»
- Switches — «Drama Queen»
- The Automatic — «Monster»
- The Cat Empire — «Sly»
- The Hoosiers — «Goodbye Mr. A»
- The Hours — «Ali in the Jungle»
- The Tellers — «More»
- Tigarah — «Culture, Color, Money, Beauty»
- Travis — «Closer»
- Tumi and the Volume — «Afrique»
- Vassy — «Wanna Fly»
- Wir Sind Helden — «Endlich Ein Grund Zur Panik»
- Yonderboi — «Were You Thinking of Me?»

## Цікаві факти
- До ліги Rest of world входять ряд клубів з нижчих ліг Польщі, Швейцарії та Бразилії
- Вперше в лізі Rest of world немає грецького клубу «Панатінаїкос»

## Нагороди і критика
«FIFA 08» отримала нагороди в наступних номінаціях:
- IGN Awards (2007 Video Game Awards): Найкращий спортивний симулятор
- IGN Awards (2007 Video Game Awards): The Most Realistic Real Life Sim
- IGN Awards (2007 Video Game Awards): Гра року
- IGN Awards (2007 Video Game Awards): Найкращий спортивний геймплей